# Анквич, Андрей Алоис
Андрей (Анджей) Алоис (Алоизий) Анквич (пол. Andrzej Alojzy Ankwicz; 22 июня 1777, Краков, Королевство Польское — 26 марта 1838, Прага, Австрийская империя) — римско-католический религиозный деятель, латинский архиепископ львовский (1815—1833), с 1817 — примас Галиции и Лодомерии, архиепископ пражский и примас Богемии (1833—1838), ректор Львовского университета (1817—1818).

## Биография
Польский шляхтич герба Абданк. Сын каштеляна Сандецкого и польского посла в Дании Иосифа (Юзефа) Анквича. После первого раздала Речи Посполитой пожалованного австрийским камергером и получившего от императрицы Марии-Терезии в 1778 г. для всей фамилии Анквич диплом на графское достоинство королевства Галиции. За связи с Российским императорским двором, Иосиф Анквич был повешен в сентябре 1794 во время восстания Костюшко.
Обучался в университетах Кракова и Вены. В сентябре 1810 рукоположен. Служил каноником, ректором духовной семинарии и директором богословских курсов в Оломоуце.
25 марта 1815 назначен архиепископом Львова латинского обряда.
Анквич вошёл в историю львовской архиепархии, как энергичный духовный руководитель. Активно занимался народным образованием. При этом, был одним из главных противников распространения образования среди русинов: добиваясь от императорского двора запрета книгопечатания на русском языке. После основания в октябре 1817 года в Перемышле греко-католического дьяко-учительского института, властью был введен запрет обучения в нём на русском языке.
Как политик, был противником движения за независимость Польши и активно отстаивал интересы Габсбургской монархии.
В 1817 император дал согласие на назначение его примасом Королевства Галиции и Лодомерии
В 1817—1818 был ректором Львовского университета.
В 1828 году архиепископ А. Анквич провёл консекрацию костёла в с. Куткор.
В 1833—1838 — архиепископ пражский, примас Богемии.